# Tom Clancy's Ghost Recon Advanced Warfighter
Tom Clancy's Ghost Recon Advanced Warfighter é um jogo eletrônico baseado nas histórias de Tom Clancy produzido pela Ubisoft, sendo a continuação da série Tom Clancy's Ghost Recon. Foi lançado em 2006 para PC, PlayStation 2, Xbox e Xbox 360.
O jogo meio que marcou a revitalização da série Ghost Recon; e foi considerado um dos jogos mais aguardados para Xbox 360 do ano de 2006, ainda que as versões de PS2 e Xbox tenham sido consideradas decepcionantes, devido principalmente as modificações que tiraram grande parte da ação tática original do game na versão PC.

## Inovação
Praticamente a maior inovação do título em relação à série foi a incorporação do sistema de ordens e microgerenciamento da equipe. Pois o jogador léder pode dar uma série de ordens para seus companheiros de equipe (NPCs controlados pela IA do jogo, no modo Single Player, ou outros jogadores, no modo Multiplayer) através de um menu chamado de Cross-Com no jogo, o qual é assionado e controlado pela roda do mouse (na versão PC).
As ordens que podem ser dadas pelo Cross-Com são (as ordens podem ser dadas à membros individuais ou a equipe inteira, e algumas vezes a elementos de apoio, como tanques, helicópteros e "droids" de reconhecimento aéreo):
- Move (mover): O personagem selecionado se desloca até o local para onde o jogador está mirando.
- Attack (atacar): O personagem selecionando ataca qualquer enimigo no local apontado.
- Cover (cobrir): Seleciona um local do cenário o qual o personagem selecionando irá proteger.
- Stop (deter-se): O personagem mantém posição e deixa de cumprir a última ordem dada.
- Cancel (cancelar): Fecha o menu Cross-Com sem dar nenhuma ordem.

## Enredo
O jogo é ambientado na Cidade do México, em um futuro próximo, onde os governos dos EUA, México e Canadá estão se reunindo para firmarem um tratado de combate conjunto à imigração ilegal, narcotráfico e outros crimes na fronteira México/EUA. Paralelamente a isso, os Ghosts, liderados pelo capitão Scott Mitchell's (o mesmo protagonista de Ghost Recon 3), são recrutados para investigar o desaparecimento (possível roubo) d eum equipamento de interferência em radio-comunicações americano por parte de guerrilheiros mexicanos rebeldes ao governo.
Com a firma do pacto (chamado NAJSA no jogo), o presidente mexicano, chamado Ruiz Peña, autoriza a interferência militar norte-americana em território mexicano, o grupo guerrilheiro chamado Águila 7, liderado pelo coronel rebelde Carlos Ontiveros, ataca em pontos estratégicos da cidade tentando um golpe para tomada do governo. Os Ghosts então são deslocados para assegurar a segurança do presidente dos EUA, no jogo nomeado James Ballantine, que acaba sequestrado, sendo posteriormente salvo por Mitchell's e seus homens.
Logo, o esquadrão Ghost é engarregado de diversas missões que tem por finalidade enfraquecer o grupo de Ontiveros e permitir o avanço das tropas americanas. Sendo que estas missões se passam em diversos pontos conhecidos da capital mexicana (sendo que alguns cenários se repetem ao longo do jogo), tais como el Zócalo, a Zona Rosa, a Periféria, a Zona Industrial e a Plaza del Angêlo (próximo donde se localiza a embaixada americana). Por fim Mitchells é incubido de matar Ontiveros. Após duro combate com as forças de elite do Aguila 7 que protegiam o coronel, os Ghosts chegam ao predio onde Ontiveros se escondera (a semi-destruída embaixada americana), onde Ontiveros acaba se rendendo após todos seus homens serem derrotados.
No final do jogo se revela que o coronel Ontivero estava recebendo ajuda do general americano James Monroe, diretemanete dos EUA, o qual desejava gerar um clima de instabilidade com a Rússia e a China (os quais, em certo ponto do jogo, são mencionados como não-favoráveis a interferência americana no México), de forma a se criar um cenário propício para se colocar seus aliados no governo.

## Modo Multiplayer
O modo multiplayer de GRAW, possuí dois modos principais:
- Modo Dominação: Onde duas equipes competem entre si para dominar pontos de um cenário, sendo que vence a equipe que tiver domínio do maior número de pontos ao final do tempo.
- Modo Cooperativo: É praticamente o mesmo jogo do SinglePlayer (com as mesmas missões), porém a equipe é toda formada por jogadores reais, sendo que um é escolhido como líder do esquadrão e usa a interface Cross-Com. O jogador líder é alternado a cada rodada.

## Continuação
Devido a boa receptibilidade do público, em 2007 fora lançado Tom Clancy's Ghost Recon Advanced Warfighter 2, jogo cuja história continua exatamente do ponto onde termina o anterior, embora se passe em mais pontos da América Central (com destaque para Ciudad Juárez). O jogo não obteve os mesmo resultados do primeiro, devido principalmente ao fato de não possuir diferenças significantes do anterior.
Outro ponto fora as críticas por parte de autoridades mexicanas ao jogo, que chegaram a acusar seus produtores de posição xenofóbicas e racistas em relação ao México, que estaria sendo mostrado como um país inferior, perigoso e que precisaria ser submetido.